# Why? (utwór muzyczny Geira Rönninga)
Why? – singiel fińskiego piosenkarza Geira Rönninga napisany przez Mikę Toivanena i Stevena Stewarta oraz promujący drugą płytę artysty zatytułowaną Ready for the Ride wydaną w 2005 roku.
W listopadzie 2004 roku utwór został zakwalifikowany do udziału w krajowych eliminacjach eurowizyjnych Melodi Grand Prix jako jedna z 24 propozycji wybranych spośród 503 zgłoszeń. 11 lutego 2005 roku Rönning zaśpiewał numer w czwartym półfinale selekcji i z pierwszego miejsca awansował do finału, w którym zdobył największą liczbę 30 648 głosów telewidzów, dzięki czemu został wybrany na propozycję reprezentującą Finlandię w 50. Konkursie Piosenki Eurowizji organizowanym w Kijowie. 
19 maja utwór został zaprezentowany przez piosenkarza w półfinale widowiska i zajął z nim ostatecznie osiemnaste miejsce z 50 punktami na koncie, przez co nie zakwalifikował się do finału.
Utwór doczekał się kilku remiksów wykonanych przez DJ-ów takich, jak m.in. Markus Wagner, PaleDay, David Choi, Gus Caveda, Willie McCulloch, Surrealistic Penguin, Hogfish i Johan Lennartsson.

## Lista utworów
CD single
1. „Why?” – 3:00

## Personel
Poniższy spis został sporządzony na podstawie materiału źródłowego.
- Geir Rönning – wokal prowadzący
- Christa Renwall, Marika Tuhkala – wokal wspierający
- Mika Toivanen – kompozytor, aranżacja, producent, realizacja nagrań, miksowanie, wokal wspierający, programowanie, instrumenty klawiszowe
- Harri Rantanen – gitara basowa
- Sami Kuoppamäki – perkusja
- Peter Engberg – gitara
- Steven Stewart – autor tekstu